# Ask Harriet
Ask Harriet è una serie televisiva statunitense in 13 episodi di cui 5 trasmessi per la prima volta nel corso di una sola stagione nel 1998. La serie fu cancellata dalla FOX a causa dei bassi ascolti.
È una sitcom ambientata a New York e incentrata sulle vicende del sessista giornalista sportivo Jack Cody.

## Personaggi e interpreti

### Personaggi principali
- Jack Cody (13 episodi, 1998), interpretato da Anthony Tyler Quinn.
- Melissa Peters (13 episodi, 1998), interpretata da Lisa Waltz.
- Ronnie Rendall (13 episodi, 1998), interpretato da Willie Garson.
- Trey Anderson (13 episodi, 1998), interpretato da Patrick Malone.
- Blair Cody (13 episodi, 1998), interpretata da Jamie Renée Smith.
- Marty (13 episodi, 1998), interpretato da Damien Leake.

### Personaggi secondari
- Joplin Russell (7 episodi, 1998), interpretata da Julie Benz.
- vecchio Russell (3 episodi, 1998), interpretato da Edward Asner.

## Produzione
La serie, ideata da David Cassidy, Billy Riback e Jonathan Prince, fu prodotta da Matt Dinsmore per la Columbia TriStar Television.

### Registi
Tra i registi sono accreditati:
- Robert Berlinger in 3 episodi (1998)
- Ken Levine in 1 episodio (1998)
- Amanda Bearse

## Distribuzione
La serie fu trasmessa negli Stati Uniti dal 4 gennaio 1998 al 29 gennaio 1998 sulla rete televisiva FOX.
Altre distribuzioni:
- in Germania (Jack die Traumfrau)
- in Romania il 31 ottobre 1998
- in Francia l'11 maggio 2001
- in Indonesia il 7 aprile 2004

## Episodi
| Stagione               | Episodi | Prima TV USA |
| ---------------------- | ------- | ------------ |
| Episodi di Ask Harriet | 13      | 1998         |